# Любомиров, Павел Григорьевич
Па́вел Григо́рьевич Любоми́ров (12 [24] апреля 1885, с. Матюшкино, Саратовская губерния — 7 декабря 1935, Москва) — советский историк, этнограф, педагог, профессор.

## Биография
Павел Григорьевич Любомиров родился 12 (24) апреля 1885 года в селе Матюшкино; сын сельского священника. В 1895 году окончил церковно-приходскую школу. В 1902 году поступил в Саратовскую духовную семинарию, но уже через два года был отчислен из семинарии без права поступления в высшее учебное заведение за участие в деятельности революционного кружка в Саратове. Участник Первой русской революции 1905—1907. В 1906 году, получив разрешение из Министерства народного просвещения, поступил на историко-филологический факультет Санкт-Петербургского университета, который окончил в 1910 году. Среди его педагогов были профессора А. С. Лаппо-Данилевский, С. Ф. Платонов, А. Е. Пресняков. Был оставлен в университете для подготовки к профессорскому званию. С 4 октября 1911 — действительный член Саратовской губернской учёной архивной комиссии.
В 1915—1917 — приват-доцент кафедры русской истории историко-филологического факультета Петербургского университета; вёл курсы «Изучение источников Смутного времени», «История старообрядчества и сектантства в России». Одновременно в 1915—1917 гг. преподавал в Покровской гимназии, в женской гимназии князя Оболенского в Петрограде и на Высших курсах им. П. Ф. Лесгафта. С декабря 1917 г. — магистр русской истории (диссертация «Очерк истории нижегородского ополчения 1611—1613 гг.»).
С 1917 г. — экстраординарный профессор, затем с мая 1918 г. — ординарный профессор кафедры русской истории историко-филологического факультета Томского университета. В январе 1919 г. принял участие в создании Института исследования Сибири, был председателем Съезда по организации Института исследования Сибири. Позже возглавлял секцию истории, археологии и этнографии Института исследования Сибири. В 1920 году был первым заведующим Томским Губархивом (ныне — Государственный архив Томской области).
В 1920—1930 годы — заведующий кафедрой русской истории Саратовского университета. Одновременно вёл исторический кружок при обществе истории археологии и этнографии (преемник Саратовской учёной архивной комиссии), участвовал в работе библиотечной комиссии общества, был сотрудником археологического института при СГУ. По совместительству преподавал в Институте народного хозяйства и Институте народного образования. Из-за критики и необоснованных политических обвинений (в связи с «Академическим делом»), со стороны представителей школы М. Н. Покровского, 1 июня 1931 года вынужден был уехать из Саратова в Москву. С 1931 года — сотрудник Государственного исторического музея. Одновременно работал также в научных учреждениях и вузах (Московский институт философии, литературы и истории, 1934—1935; Орехово-Зуевский педагогический институт, 1932—1934; Московский историко-архивный институт).

### Семья
Отец — Григорий Николаевич Любомиров, учитель Ивановского двухклассного училища.
Мать — Ольга Ивановна, дочь священника, принадлежала к потомственным почётным гражданам Саратовской губернии.
Жена — Екатерина Фёдоровна (дев. Берёзова).
Сын — Игорь Павлович Любомиров
Сын — Алексей Павлович Любомиров

## Научная деятельность
Главная область исследований — социально-экономическая история России XVII и XVIII веков и особенно история русской промышленности XVII — начала XIX веков. В центре внимания П. Г. Любомирова находились вопросы экономической и социально-политической истории России XVII—XVIII веков. Исследования П. Г. Любомирова внесли важный вклад в изучение развития промышленности в России.
Ряд работ историка посвящён русской общественной мысли XVIII века (А. Н. Радищев, М. М. Щербатов), расколу русской церкви и старообрядчеству.

### Избранные публикации
- Легенда о старце Давиде Хвостове // Журнал Министерства народного просвещения. — 1911. — № 12.
- Очерк истории нижегородского ополчения 1611—1613 гг. // Записки историко-филологического факультета Петроградского университета. — 1917. — Ч. 141.
- Очерк истории Нижегородского ополчения 1611—1613 гг. — Пг., 1917.
- Торговые связи Древней Руси с Востоком в VIII—XI вв. (преимущественно по данным о кладах восточных монет) // Учёные записки Саратовского университета. — Саратов, 1923. — Т. I, вып. 3. — С. 5—38.
- Выговское общежительство: Исторический очерк. — Саратов, 1924.
- О заселении Астраханской губернии в XVIII в. // Наш край. — 1926. — № 4.
- О культуре полбы в России до середины XVIII века // Труды по прикладной ботанике генетике и селекции. — 1928. — Т. 18, Вып. 1.
- Хозяйство Нижнего Поволжья в начале XIX в. — Саратов, 1928.
- Крепостная Россия XVII и XVIII веков // Энциклопедический словарь Гранат. — Т. 36, в. 3.
- Шёлкоткацкая промышленность в России в середине XVIII в. // Учёные записки Педагогического факультета. — 1929. — Т. 7, Вып. 3.
- Начальные моменты в истории хлопчатобумажной промышленности в России // Исторический сборник. — М.; Л., 1936. — Т. 5.
- Очерки по истории металлургической и металлообрабатывающей промышленности в России (XVII, XVIII и нач. XIX вв).
- Географическое размещение металлопромышленности. — Л., 1937.
- Очерки по истории русской промышленности XVII, XVIII и начала XIX в. — М., 1947.